# تریلی

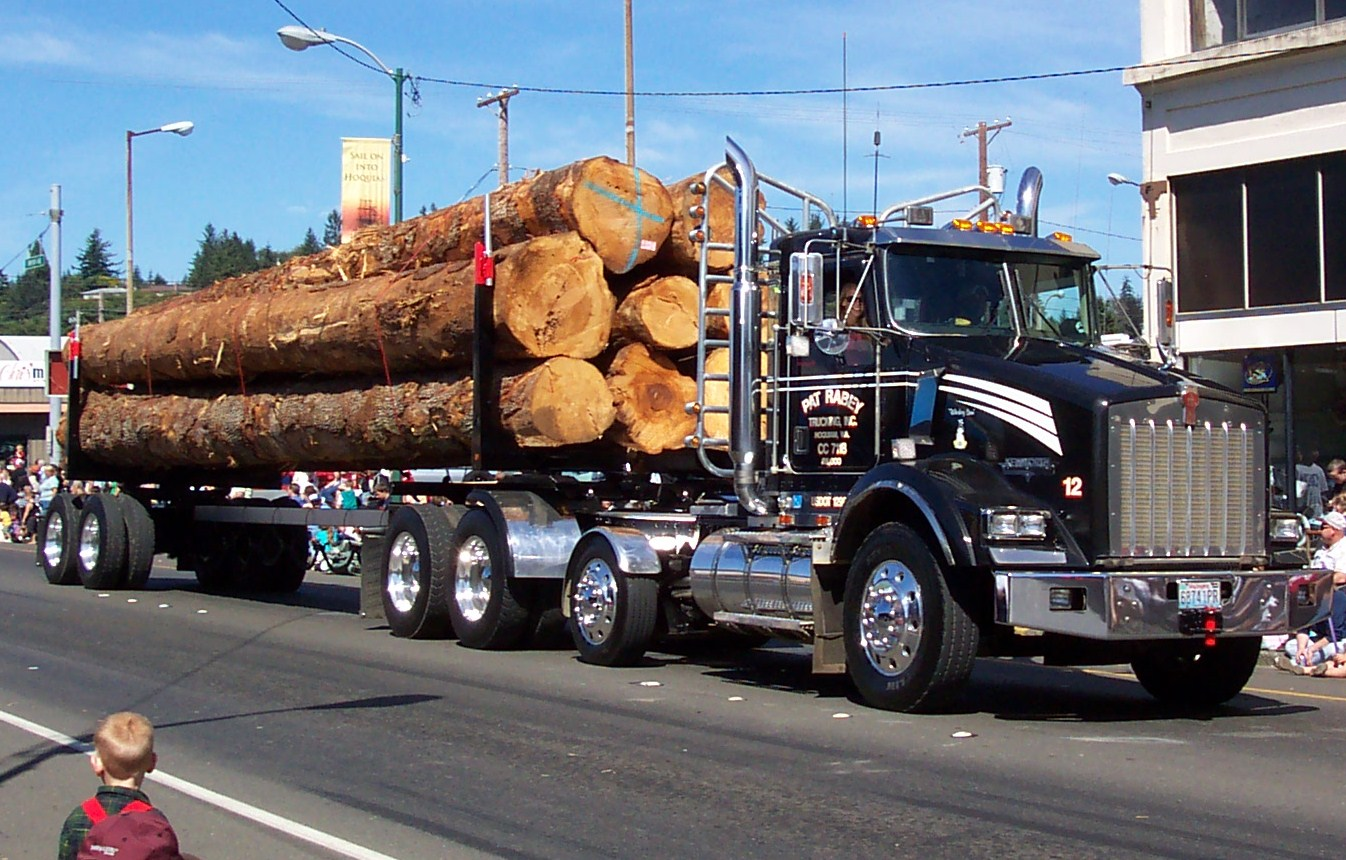
یک تریلی اسکانیا

تریلی یکی از وسایل نقلیه تجاری جاده‌ای است که ترکیب یک کشنده با تریلر حامل محموله متصل به انتهای آن می‌باشد. کشنده کامیون و تریلی دو اصطلاحی هستند که در صنعت حمل‌ونقل سنگین به کار می‌روند و اغلب با هم اشتباه گرفته می‌شوند. کشنده کامیون قسمت محرک و هدایت‌کننده یک ترکیب حمل‌ونقل سنگین است، در حالی که تریلی قسمت باربری آن است. این دو بخش به هم متصل می‌شوند تا بتوانند بارهای سنگین و حجیم را به مسافت‌های طولانی جابه‌جا کنند. برخلاف کامیون، تریلر متصل شده به کشنده توسط یک گیره بکسل، قابل جدا شدن می‌باشد که از اینرو، با توجه به ابعاد مختلف تریلرها، طول تریلی‌ها می‌تواند مقادیر مختلفی را اختیار کند.
استاندارد ابعاد و وزن تریلی‌ها در نقاط مختلف جهان، از ضوابط و مقادیر مدونی پیروی می‌کند به طوری که در قاره اروپا، حداکثر وزن یک تریلی می‌بایستی به ۴۰ تن محدود شود و طول آن کمتر از ۱۹ متر باشد. در ایالات متحده آمریکا، با توجه به امکان یدک کشیدن چندین تریلر توسط کامیون کشنده، محدودیت طولی توسط دولت فدرال تدوین نشده ولی بر اساس قوانین داخلی ایالت‌ها، حداکثر وزن تریلی‌ها از ۳۶ تا ۷۸ تن متغیر است. در استرالیا، حداکثر طول تریلی‌ها یه ۲۶ و وزن‌ها به ۶۲/۵ تن محدود شده‌است.

## تریلی یخچال‌دار
یک تریلر یخچال‌دار به عنوان ریفر نیز شناخته می‌شود. این نوع تریلرها دارای سیستم خنک‌کننده و تهویه هستند. آنها برای حمل و نقل غذاهای منجمد، گل‌ها، داروها و هر چیزی که در طول حمل و نقل به دمای سرد نیاز دارد، استفاده می‌شود. یک ریفر دارای یک کندانسور، اواپراتور و کمپرسور در داخل ظرف بسته خود است. حداکثر بارگذاری آن حدود ۴۵۰۰۰ پوند است. در واقع این مدل تریلر یخچال دار نوعی تریلر با دمای کنترل شده‌است. معمولاً برای حمل و نقل محصولات سرد یا یخ زده استفاده می‌شود. صرف نظر از اندازه بار یا نوع محموله ای که باید حمل کنید.